# Складносурядне речення
Складносурядне речення (ССР) — складне речення, в якому прості (сурядні) речення рівноправні за змістом і пов'язані сурядними сполучниками. Змістова та граматична самостійність частин складносурядного речення має відносний характер, оскільки часто лише перша частина будується вільно, а друга певною мірою залежить від її змісту та структури. Наприклад:
Поїдемо поговоримо з лісом, а вже тоді я можу і з людьми (Ліна Костенко)
Ялинка затремтіла від низу до вершечка, і кілька зелених глиць упало на сніг (А. Антонов)

## Сполучники сурядності
Частини складносурядного речення з'єднуються сполучниками сурядності. Їх є кілька типів:
| Розділові                                                                             | Єднальні                                                                         | Протиставні                                             |
| ------------------------------------------------------------------------------------- | -------------------------------------------------------------------------------- | ------------------------------------------------------- |
| - Одиничні: або, чи, хоч; - повторювані: або…або, чи…чи, хоч…хоч, то…то, не то…не то. | - Одиничні: і, й, та (в значенні і), також; - повторювані: і…і, ні…ні (ані…ані). | А, але, та (в значенні але), проте, зате, все ж, однак. |

### Складносурядне речення з розділовими сполучниками
У таких складносурядних реченнях виражається несумісність кількох подій. Наприклад:
Чи ти чула, чи ти їла?
Також може виражатися чергування подій одна з одною. Наприклад:
Івасик то підстрибував на місці, то спокій змушував його всістися за партою.

### Складносурядне речення з єднальними сполучниками
У таких складносурядних реченнях виражається одночасність протікання якихось подій, певна послідовність якихось подій, а також причинно-наслідкова залежність однієї події від іншої. Наприклад:
На городі була річка, і ми робили це на задньому подвір'ї (Одночасність)
Сашко зробив домашнє завдання, склав речі до портфеля, і мати полегшено зітхнула (послідовність)
Випав сніг — і дахи будинків вкрились товстою білою ковдрою (причинно-наслідкова залежність)
Не ставиться кома у складносурядному реченні, частини якого з'єднані одиничним сполучником і, й, та, чи якщо обидві частини мають спільне слово або частину.
Вдалині хиталися дерева і синів задуманий прибій

### Складносурядне речення з протиставними сполучниками
У таких складносурядних реченнях може виражатися через сполучники зіставлення, поєднування двох подій між собою. А також протиставлення певних подій чи явищ.
Вже зійшло сонце, а півень ще не співав (зіставлення)
Івасик йшов вулицею з розв'язаними шнурками на кросівках, однак він не впав (протиставлення)
Як сполучниковий, так і безсполучниковий сурядний зв'язок завжди виражає певне граматично-логічне відношення між простими реченнями складносурядного речення.
За характером цього відношення в складносурядному реченні в українській мові розрізняють такі типи зв'язку:
1. при єднальному зв'язку між собою з'єднуються рівноправні речення. Вони є сумісні за сенсом та доповнюють одне одного. Засобами вираження єднальних відношень є інтонація та єднальні сполучники не тільки…а й, і (й), ні…ні, як…так, та, а (в значенні і), ані…ані, а там, а потім, а тому, і…і, теж, також. Наприклад:Заснули доли, і полонина в тиші спить (Олесь).
А сьогодні над Харковом зупинились табуни південних хмар і йде справжній тропічний дощ — густий, запашний і надзвичайно теплий (Хвильовий).
2. при протиставному зв'язку зміст одного речення протиставляється змісту іншого речення. З цієї причини порядок слів у другій частині зумовлений характером її протиставлення першій частині. Протиставний зв'язок у складносурядному реченні виражається за допомогою сполучників а, але, проте, зате, однак, та. Наприклад:Гарні гості, та не в пору (прислів'я)
На гору доступитися не легко, зате з гори зручніше боронитись (Леся Українка)
Усе іде, але не все минає над берегами вічної ріки (Л. Костенко)
3. логічну основу розділового зв'язку становить роздільність зображуваних явищ, повторювана заміна одних фактів іншими або перелік таких тверджень, які взаємно виключають одні одного, бо в цей час можливе лише одне з них. Засобами оформлення сурядної роздільності є спеціальні розділові сполучники або…або, то…то, чи то…чи то, поки не, з того часу як, або, чи, хоч…хоч. Наприклад:Фронт мовчав, чи його не чути було за вітряницею (О. Гончар).
Не то осінні води шуміли, не то вітер бився в заломах провалля (М. Коцюбинський).

### Розділові знаки у складносурядному реченні
Прості речення, що входять до складносурядного, відокремлюються одне від одного комою, крапкою з комою або тире.

#### Кома
Кома ставиться між частинами складносурядного речення, поєднаними сполучниками і (й), та, а, але, проте, зате, однак, або … або, чи … чи, ні … ні, то … то, не то … не то, хоч … хоч, наприклад:
Сонечко зайшло, і надворі почало вже темніти (І. Нечуй-Левицький).
Не то осінні води шуміли, збігаючи в Дунай, не то вітер бився в заломах провалля (М Коцюбинський).
Дощ нарешті припинився, і лагідне сонечко знову засяяло (А. Ступак).
Кома не ставиться:
- якщо перед єднальним чи розділовим сполучником у складносурядному реченні є спільний другорядний член, вставне слово або частки лише, ще, навіть:

На хвилину раптом стихли голоси і спинились тіні (Ю. Смолич).
- між простими реченнями, що входять до складносурядного і тоді, коли для обох простих речень є спільним не тільки повнозначне слово, а й неповнозначне:

Лише гул од копит степом котився та хліба шелестіли (А. Головко)
- між двома питальними, спонукальними або окличними реченнями, з'єднаними сполучниками і (й), та (у значенні і), або, чи:

Котра зараз година і коли вже прибуде потяг?
- між двома односкладними безособовими або номінативними реченнями:

Сумно й глухо! (П. Мирний). Ніч і тиша.

#### Крапка з комою
Крапка з комою ставиться між частинами складносурядного речення, якщо вони:
- дуже поширені і вже мають в середині розділові знаки:

Ся розмова лишила в мені якийсь гіркий несмак; але миритись, брати назад свої слова у мене не було бажання (Леся Українка).
- досить далекі за змістом:

Розжарене, червоне сонце низько спустилося; багряним світлом грало на деревах (Леся Українка).

#### Тире
Тире ставиться між частинами складносурядного речення перед сполучниками і, та (у значенні і), якщо:
- говориться про швидку зміну подій чи явищ:

Несподіваний ривок — і ми відриваємося від землі (А. Шиян).
- обидві частини виражають причинно-наслідкові відношення:

Ще мить — і сад загубить пишну вроду (Д.Луценко).
- одна частина речення різко протиставляється другій.